# Liste der Geotope im Landkreis Stade
Die Liste der Geotope im Landkreis Stade nennt die Geotope im Landkreis Stade in Niedersachsen.
| Geotop-Nr. | Bezeichnung                                    | Ort | Bemerkung | Stratigraphie                          | Petrographie | Koordinaten                     | Bild                                                                                      |
| ---------- | ---------------------------------------------- | --- | --- | -------------------------------------- | --- | ------------------------------- | ----------------------------------------------------------------------------------------- |
| 2422/06    | Findling                                       | Stade, neben Schulhof Pestalozzischule, gegenüber Johanniskirche.                                                                 | Geotoptyp: Findling. Länge 1,3 m, Breite 0,8 m, Höhe 0,5 m; Findling mit eingraviertem Kreuz, Kreuz steht als Relief in einer ausgemeißelten Vertiefung. | Quartär-Pleistozän, Drenthe-Vereisung. | Granit, rötlich, hellgraublaue Quarzkörner.                                                                                | 53° 35′ 12,8″ N, 9° 28′ 1,2″ O  |                                                                                           |
| 2422/07    | Findlinge, Kreuzsteine                         | Stade, Ecke Linzer Str./An den Kreuzsteinen, a) bei Telefonzelle, b) 10 m entfernt auf anderer Seite Fußweg, der B 73 unterführt. | Geotoptyp: Findling. 2 Findlinge: Länge 1,6 m, Breite 1,1 m, Höhe 0,7 m. Naturdenkmale ND-STD 10 und 12                                                  | Quartär-Pleistozän, Drenthe-Vereisung. | a) Augengneis mit Augen rötlichen Feldspats, Quaderförmig, b) Granit mit hellgraublauem Quarz, runde Kanten.               | 53° 35′ 3,5″ N, 9° 27′ 52,2″ O  | ;                                                                                         |
| 2422/09    | Findling mit eingraviertem Kreuz, "Kreuzstein" | Stade, Hauptaufgang zur Johanniskirche.                                                                                           | Geotoptyp: Findling. Länge 1,6 m, Breite 1,1 m, Höhe 0,5 m.                                                                                              | Quartär-Pleistozän, Drenthe-Vereisung. | Granit, grobkörnig, rötlich mit hellgraublauem Quarz.                                                                      | 53° 35′ 11,8″ N, 9° 28′ 0,8″ O  |                                                                                           |
| 2422/10    | 3 Findlinge, davon 2 Kreuzsteine               | Stade, hinter Johanniskirche. | Geotoptyp: Findling. 3 Findlinge: Länge 1 m, Breite 1 m, Höhe 0,9 m. Naturdenkmal ND-STD 8                                                               | Quartär-Pleistozän, Drenthe-Vereisung. | 1) Granit, feinkörnig, 2) Granit mit hellgraublauem Quarz, 3) Granit mit hellblaugrauem Quarz.                             | 53° 35′ 11,4″ N, 9° 28′ 3″ O    | Findling                                                                                  |
| 2522/08    | Findlinge                                      | 1 km S Bargstedt im Wald auf Hügelgrab, 25 m zum östlichen Steilhang des Auetals, b) 5 m weiter in Richtung Aue.                  | Geotoptyp: Findling. 2 Findlinge: Länge 1,9 m, Breite 1,2 m, Höhe 1 m. Naturdenkmal ND-STD 45                                                            | Quartär-Pleistozän, Drenthe-Vereisung. | a) Granit, eckige Form mit hellgraublauem Quarz im Boden, b) Granit, eckige Form mit hellblaugrauem Quarz steckt im Boden. | 53° 26′ 54,4″ N, 9° 26′ 55,5″ O | Hügelgrab mit 2 Findlingen (Bildmitte, im Schatten), im Vordergrund ein weiterer Findling |
| 2523/07    | Findling, Kreuzstein                           | 500 m S Neukloster im Staatsforst Neuklosterholz, Jagen 74, W-Rand.                                                               | Geotoptyp: Findling. Länge 1,3 m, Breite 0,4 m, Höhe 1,2 m. Naturdenkmal ND-STD 23 (im NSG Neuklosterholz).                                              | Quartär-Pleistozän, Drenthe-Vereisung. | Granit, schwarz-weiß. | 53° 28′ 36,5″ N, 9° 37′ 43,3″ O | Findling                                                                                  |
| 2524/04    | Sandgrube                                      | Nordwand von Straße Buxtehude-Moisburg aus, 0,5 km SSW Eilendorf                                                                  | Geotoptyp: Moräne. Länge 100 m. im Landschaftsschutzgebiet LSG STD 9 Este- und Goldbecktal.                                                              | Quartär-Pleistozän.                    | enthält Fließstrukturen | 53° 26′ 57,4″ N, 9° 41′ 50,5″ O | Sandgrube Eilendorf                                                                       |